# Lake Wilson
Lake Wilson é uma cidade localizada no estado americano de Minnesota, no Condado de Murray.

## Demografia
Segundo o censo americano de 2000, a sua população era de 270 habitantes.
Em 2006, foi estimada uma população de 246, um decréscimo de 24 (-8.9%).

## Geografia
De acordo com o United States Census Bureau tem uma área de
1,3 km², dos quais 1,1 km² cobertos por terra e 0,2 km² cobertos por água.

## Localidades na vizinhança
O diagrama seguinte representa as localidades num raio de 16 km ao redor de Lake Wilson.